# Výzva z 18. června

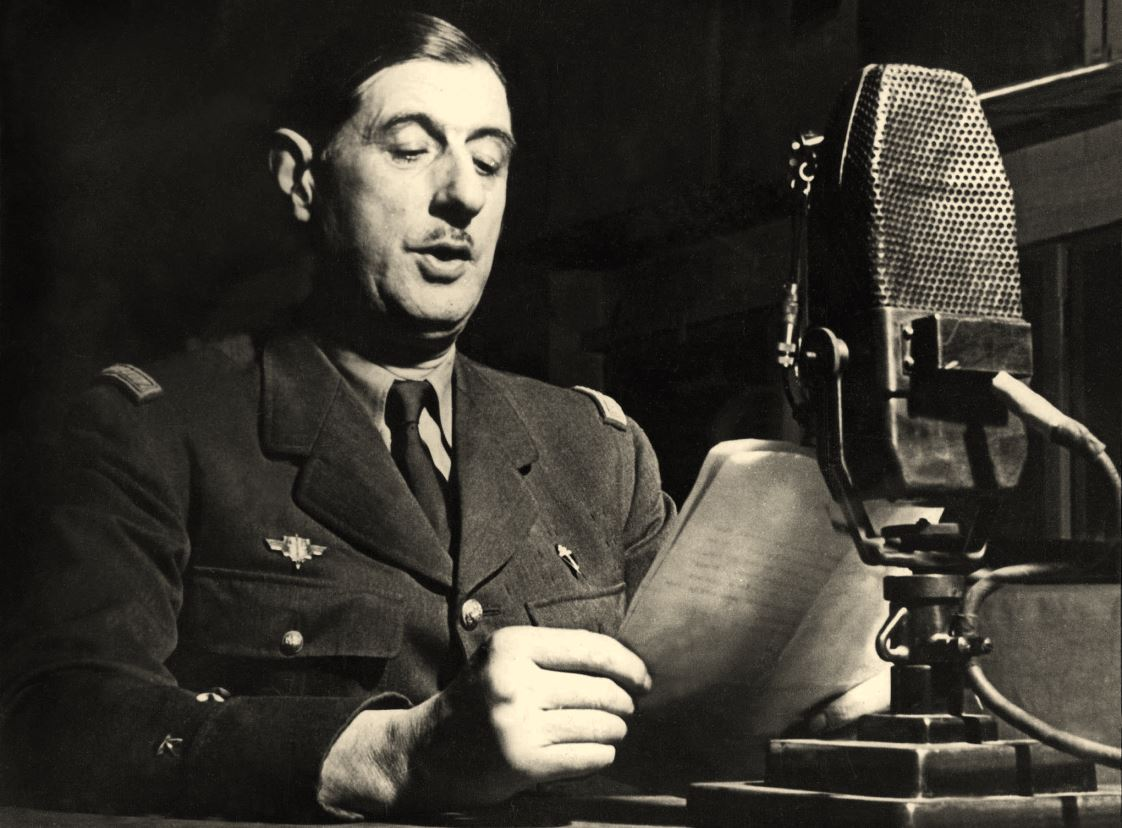
Charles de Gaulle u mikrofonu BBC v Londýně. Fotografie byla pořízena po 18. červnu 1940. Neexistuje žádný snímek výzvy z 18. června, ale tento obrázek se někdy používá pro ilustraci rozhlasového projevu

Výzva z 18. června (francouzsky appel du 18 Juin) je ve francouzských dějinách označení pro první projev generála de Gaulla, který pronesl v londýnském exilu na vlnách stanice BBC dne 18. června 1940. V tomto textu generál vyzval všechny francouzské vojáky, inženýry nebo dělníky se specializací na zbrojení, kteří se ocitnou na britském území, aby se s ním spojili a pokračovali v boji proti nacistickému Německu, a ve kterém předvídal globalizaci války.
Projev měl v době vysílání velmi nízkou poslechovost, což vedlo k tomu, že druhý den byla v novinách The Times a Daily Express zveřejněna písemná verze britského Ministerstva informací, kterou převzaly některé francouzské noviny. Projev se stal symbolem francouzského odboje.
Protože projev z 18. června nebyl nahrán, je známa zvuková verze až z 22. června 1940, kdy bylo uzavřeno příměří. Ta obsahuje podobný, ale přepracovaný text. Ještě později (2. července 1940) byla natočena zfilmovaná verze pro filmový týdeník. Plakát, který je znám, má také jiný text, protože se jedná o provolání zveřejněné dne 5. srpna 1940 a vyvěšené pouze v několika ulicích Londýna.

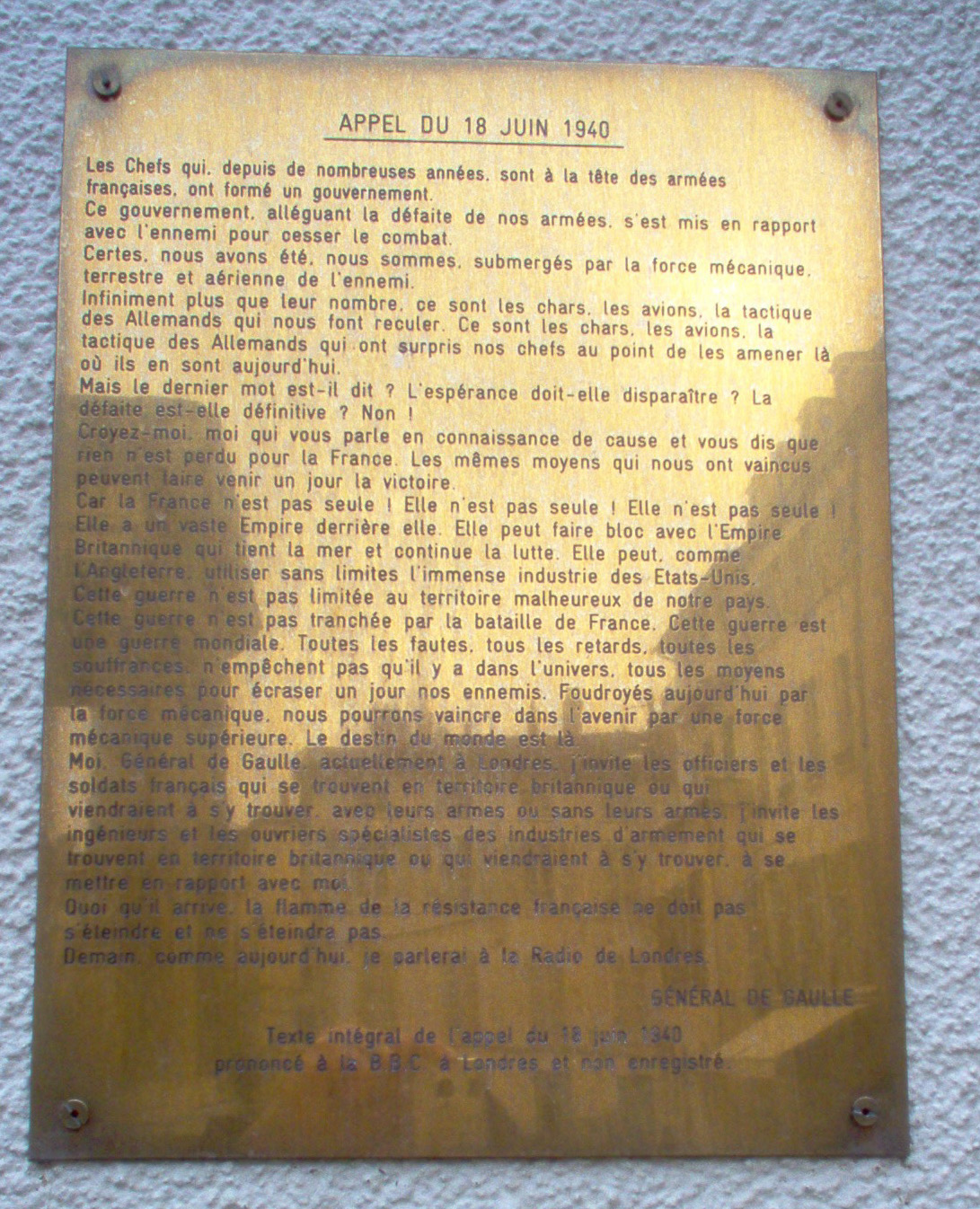
Pamětní deska ve Vienne (Isère) s návrhem textu z 18. června

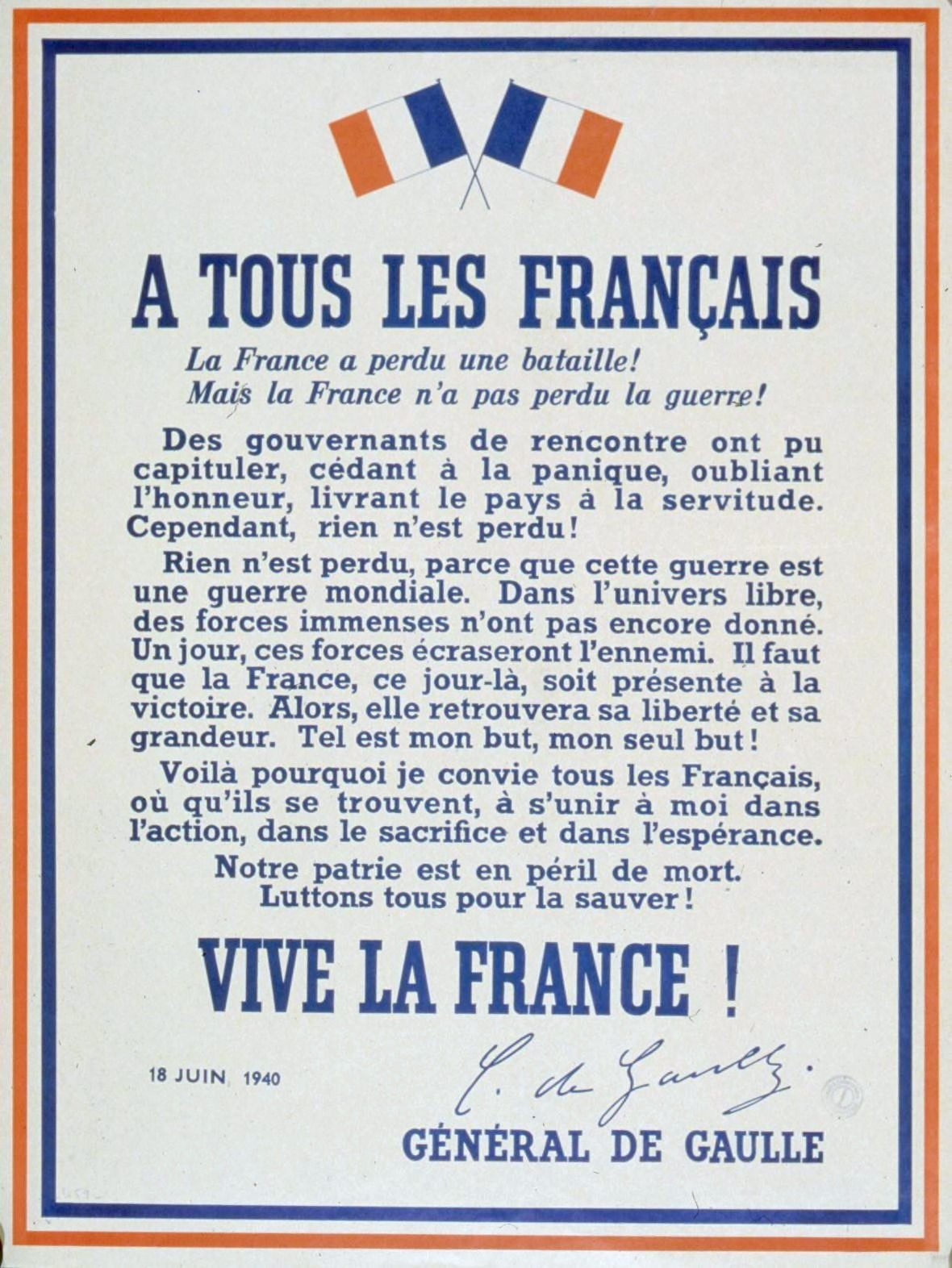
Plakát „Všem Francouzům“, vyvěšený 5. srpna